# クラウス・エブナー

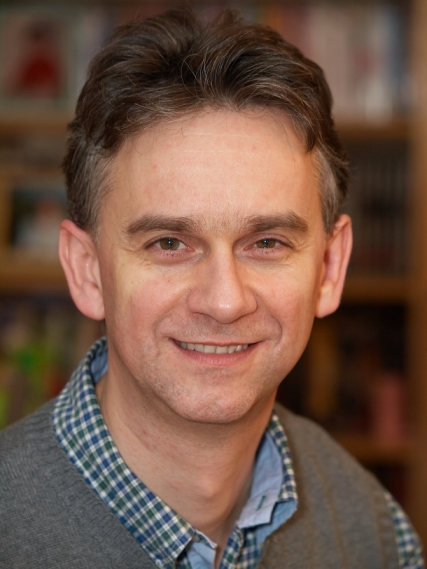
クラウス・エブナー (2008年)

クラウス・エブナー （Klaus Ebner、1964年8月8日 - ）はオーストリア、ウィーン出身の作家、エッセイスト、詩人、および翻訳家。詩はカタルーニャ語またはドイツ語で書く。1990年代に、コンピュータソフトウェアの書籍を出版した。最初の短編集は2007年に出版された。オーストリア作家協会のメンバーである。

## 主な著作
- 2009年: Vermells（発赤）、詩、 ISBN 978-84-92555-10-9
- 2008年: Hominide（維持）、物語、 ISBN 978-3-9502299-7-4
- 2007年: Lose（フェイト）、短編小説、 ISBN 978-3-85251-197-9
- 2008年: Auf der Kippe（上の端に）、散文、 ISBN 978-3-902547-67-5

## 文学賞
- 2008年: 文学オーストリア連邦政府からの奨学金
- 2007年: Wiener Werkstattpreis (ウィーン)
- 2007年: トラベルオーストリア連邦政府からの助成金
- 2007年: 文学賞Nosside(レッジョ・ディ・カラブリア)-言及
- 2005年: 詩の賞フェルトキルヒFeldkircher Lyrikpreis (3)
- 2004年: La Catalana de Lletres (バルセロナ)-言及